# 13031 Durance
13031 Durance eller 1989 SN4 är en asteroid i huvudbältet som upptäcktes den 26 september 1989 av den belgiske astronomen Eric W. Elst vid La Silla-observatoriet. Den är uppkallad efter floden Durance i Frankrike.
Asteroiden har en diameter på ungefär 6 kilometer.